# Let England Shake
Let England Shake – dziesiąty album studyjny PJ Harvey, wydany 11 lutego 2011 roku w Wielkiej Brytanii.

## Lista utworów
Wszystkie utwory napisane przez PJ Harvey.
1. „Let England Shake” – 3:09
2. „The Last Living Rose” – 2:21
3. „The Glorious Land” – 3:34
4. „The Words That Maketh Murder” – 3:45
5. „All and Everyone” – 5:39
6. „On Battleship Hill” – 4:07
7. „England” – 3:11
8. „In the Dark Places” – 2:59
9. „Bitter Branches” – 2:29
10. „Hanging in the Wire” – 2:42
11. „Written on the Forehead” – 3:39
12. „The Colour of the Earth” – 2:33

## Twórcy
- PJ Harvey – śpiew (1–12), autoharfa (1, 4, 5, 12), saksofon (1, 2, 4, 5, 8), gitara (2, 3, 5, 7, 8, 11, 12), cytra (6), skrzypce (7)
- John Parish – perkusja (1, 2, 5, 7–9, 12), puzon (1, 2, 4, 5, 8), ksylofon (1), Melotron (1, 7, 12), Fender Rhodes (1, 8, 11), gitara (2–4, 6, 9, 10, 12), śpiew (2–6, 8, 9, 11, 12), Instrument perkusyjny (3, 4, 6, 11)
- Mick Harvey – fortepian (1, 6, 10), harmonijka ustna (1, 4, 5, 8, 9), perkusja (2, 4, 11), organy (2, 5, 7, 8), śpiew (2–6, 8–12), piano Rhodesa (3, 6), gitara basowa (4), instrumenty perkusyjne (4, 6, 11), gitara (8, 9, 11), ksylofon (9)
- Jean-Marc Butty – perkusja (3, 6, 8, 10, 12), śpiew (3, 5, 6, 8)
- Dodatkowo w utworach numer 8 i 12 śpiewają Sammy Hurden, Greta Berlin i Lucy Roberts.

Źródło:.